# Triunghiul lui Catalan
În combinatorică triunghiul lui Catalan este un tablou triunghiular ale cărui intrări {\displaystyle C(n,k)} dau numărul de șiruri format din n de X și k de Y astfel încât niciun segment inițial al șirului să aibă mai mulți Y decât X. Este o generalizare a numerelor Catalan și poartă numele lui Eugène Charles Catalan. Bailey arată că {\displaystyle C(n,k)} are următoarele proprietăți:
1. {\displaystyle C(n,0)=1{\text{ pentru }}n\geq 0}.
2. {\displaystyle C(n,1)=n{\text{ pentru }}n\geq 1}.
3. {\displaystyle C(n+1,k)=C(n+1,k-1)+C(n,k){\text{ pentru }}1<k<n+1}
4. {\displaystyle C(n+1,n+1)=C(n+1,n){\text{ pentru }}n\geq 1}.

Formula 3 arată că intrarea în triunghi se obține recursiv prin adunarea numerelor de la stânga și de mai sus din triunghi. Cea mai veche apariție a triunghiului Catalan împreună cu formula recursivă este în pagina 214 a tratatului de calcul publicat în 1800 de Louis François Antoine Arbogast.
Shapiro a introdus un alt triunghi pe care l-a numit „triunghi Catalan”, care este diferit de triunghiul discutat aici.

## Formula generală
Formula generală pentru {\displaystyle C(n,k)} este dată de:
{\displaystyle C(n,k)={\binom {n+k}{k}}-{\binom {n+k}{k-1}}}
adică
{\displaystyle C(n,k)={\frac {n-k+1}{n+1}}{\binom {n+k}{k}}}
Când {\displaystyle k=n}, diagonala C(n, n) este al n-lea număr Catalan.
Suma pe al n-lea rând este al (n + 1)-lea număr Catalan, folosind identitatea crosei de hochei și o expresie alternativă pentru numerele Catalan.
Tabelul următor prezintă câteva valori din triunghiul Catalan.
| kn | 0 | 1 | 2  | 3   | 4   | 5   | 6    | 7    | 8    |
| -- | - | - | -- | --- | --- | --- | ---- | ---- | ---- |
| 0  | 1 |   |    |     |     |     |      |      |      |
| 1  | 1 | 1 |    |     |     |     |      |      |      |
| 2  | 1 | 2 | 2  |     |     |     |      |      |      |
| 3  | 1 | 3 | 5  | 5   |     |     |      |      |      |
| 4  | 1 | 4 | 9  | 14  | 14  |     |      |      |      |
| 5  | 1 | 5 | 14 | 28  | 42  | 42  |      |      |      |
| 6  | 1 | 6 | 20 | 48  | 90  | 132 | 132  |      |      |
| 7  | 1 | 7 | 27 | 75  | 165 | 297 | 429  | 429  |      |
| 8  | 1 | 8 | 35 | 110 | 275 | 572 | 1001 | 1430 | 1430 |
O interpretare combinatorică a celei de a {\displaystyle (n,k-1)} valori este numărul de partiții nedescrescătoare cu exact n părți cu partea maximă k astfel încât fiecare parte să fie mai mică sau egală cu indicele său. Deci, de exemplu, {\displaystyle (4,2)=9} enumeră:
{\displaystyle 1111,1112,1113,1122,1123,1133,1222,1223,1233}

## Generalizare
Trapezele lui Catalan sunt o mulțime numărabilă de trapeze numerice care generalizează triunghiul lui Catalan. Trapezul lui Catalan de ordinul m = 1, 2, 3, ... este un trapez numeric ale cărui intrări {\displaystyle C_{m}(n,k)} dau numărul de șiruri constând din n X și k Y astfel încât în fiecare segment inițial al șirului numărul de Y să nu depășească numărul de X cu m sau cu mai mult. Prin definiție, trapezul lui Catalan de ordinul m = 1 este triunghiul lui Catalan, adică {\displaystyle C_{1}(n,k)=C(n,k)}.
Tabelul următor prezintă câteva valori din trapezul lui Catalan de ordinul m = 2.
| kn | 0 | 1 | 2  | 3   | 4   | 5   | 6    | 7    | 8    |
| -- | - | - | -- | --- | --- | --- | ---- | ---- | ---- |
| 0  | 1 | 1 |    |     |     |     |      |      |      |
| 1  | 1 | 2 | 2  |     |     |     |      |      |      |
| 2  | 1 | 3 | 5  | 5   |     |     |      |      |      |
| 3  | 1 | 4 | 9  | 14  | 14  |     |      |      |      |
| 4  | 1 | 5 | 14 | 28  | 42  | 42  |      |      |      |
| 5  | 1 | 6 | 20 | 48  | 90  | 132 | 132  |      |      |
| 6  | 1 | 7 | 27 | 75  | 165 | 297 | 429  | 429  |      |
| 7  | 1 | 8 | 35 | 110 | 275 | 572 | 1001 | 1430 | 1430 |
Tabelul următor prezintă câteva valori din trapezul lui Catalan de ordinul m = 3.
| kn | 0 | 1 | 2  | 3   | 4   | 5   | 6    | 7    | 8    | 9    |
| -- | - | - | -- | --- | --- | --- | ---- | ---- | ---- | ---- |
| 0  | 1 | 1 | 1  |     |     |     |      |      |      |      |
| 1  | 1 | 2 | 3  | 3   |     |     |      |      |      |      |
| 2  | 1 | 3 | 6  | 9   | 9   |     |      |      |      |      |
| 3  | 1 | 4 | 10 | 19  | 28  | 28  |      |      |      |      |
| 4  | 1 | 5 | 15 | 34  | 62  | 90  | 90   |      |      |      |
| 5  | 1 | 6 | 21 | 55  | 117 | 207 | 297  | 297  |      |      |
| 6  | 1 | 7 | 28 | 83  | 200 | 407 | 704  | 1001 | 1001 |      |
| 7  | 1 | 8 | 36 | 119 | 319 | 726 | 1430 | 2431 | 3432 | 3432 |
Din nou, fiecare element este suma celui de deasupra și a celui din stânga.
O formulă generală pentru {\displaystyle C_{m}(n,k)} este dată de:
{\displaystyle C_{m}(n,k)={\begin{cases}\left({\begin{array}{c}n+k\\k\end{array}}\right)&\,\,\,0\leq k<m\\\\\left({\begin{array}{c}n+k\\k\end{array}}\right)-\left({\begin{array}{c}n+k\\k-m\end{array}}\right)&\,\,\,m\leq k\leq n+m-1\\\\0&\,\,\,k>n+m-1\end{cases}}}
( n = 0, 1, 2, ...,   k = 0, 1, 2, ...,   m = 1, 2, 3, ...).

## Demonstrații ale formulei generale pentruCm(n,k){\displaystyle C_{m}(n,k)}

### Prima demonstrație
Această demonstrație implică o extensie a metodei reflexiei Andres așa cum este utilizată în a doua demonstrație pentru numărul Catalan la diferite diagonale. Următoarele arată cum fiecare cale de la {\displaystyle (0,0)} din stânga jos până la {\displaystyle (k,n)} din dreapta sus a diagramei care prezintă constrângerea {\displaystyle n-k+m-1=0} poate fi reflectată și în punctul final {\displaystyle (n+m,k-m)}.
Se consideră trei cazuri în care se determină numărul de căi de la {\displaystyle (0,0)} la {\displaystyle (k,n)} care nu traversează constrângerea:
(1) dacă {\displaystyle m>k} constrângerea nu poate fi traversată, deci toate căile de la {\displaystyle (0,0)} la {\displaystyle (k,n)} sunt valide, de exemplu {\displaystyle C_{m}(n,k)=\left({\begin{array}{c}n+k\\k\end{array}}\right)}.
(2) dacă {\displaystyle k-m+1>n} este imposibil de a forma o cale care să nu traverseze constrângerea, de exemplu {\displaystyle C_{m}(n,k)=0}.
(3) dacă {\displaystyle m\leq k\leq n+m-1}, atunci {\displaystyle C_{m}(n,k)} este numărul de căi „roșii” {\displaystyle \left({\begin{array}{c}n+k\\k\end{array}}\right)} minus numărul de căi „galbene” care traversează constrângerea, de exemplu {\displaystyle \left({\begin{array}{c}(n+m)+(k-m)\\k-m\end{array}}\right)=\left({\begin{array}{c}n+k\\k-m\end{array}}\right)}.
Prin urmare, numărul de căi de la {\displaystyle (0,0)} la {\displaystyle (k,n)} care nu traversează constrângerea {\displaystyle n-k+m-1=0} este așa cum este indicat în formula din secțiunea anterioară, Generalizare.

### A doua demonstrație
În primul rând, se confirmă validitatea relației de recurență {\displaystyle C_{m}(n,k)=C_{m}(n-1,k)+C_{m}(n,k-1)} prin împărțirea {\displaystyle C_{m}(n,k)} în două părți, prima pentru combinațiile XY care se termină în X și a doua pentru cele care se termină în Y. Prin urmare, primul grup are {\displaystyle C_{m}(n-1,k)} combinații valide și a doua are {\displaystyle C_{m}(n,k-1)}. Demonstrația este completată prin verificarea că soluția satisface relația de recurență și respectă condițiile inițiale pentru {\displaystyle C_{m}(n,0)} și {\displaystyle C_{m}(0,k)}.